# Glauco Maria Cantarella
Glauco Maria Cantarella (Recanati, 1950) è un medievista italiano.

## Biografia
Allievo di Ovidio Capitani a Bologna, si è poi perfezionato con Cinzio Violante alla Scuola normale superiore di Pisa. Cantarella è stato per molti anni professore di Storia medievale e Istituzioni politiche medievali all'Università di Bologna. Ha pubblicato decine di saggi e volumi concernenti i problemi di organizzazione dei linguaggi del potere e della loro interazione con le istituzioni; ha dedicato particolare attenzione alle tematiche di ordine religioso ed ecclesiastico.
Nel 2004 ha vinto il Premio Italia Medievale.

## Opere
- La Sicilia e i Normanni. Le fonti del mito, Collana Il mondo mediev. Sezione storia istit.spirit., Pàtron, 1988, ISBN 978-88-555-2077-5.
- I monaci di Cluny, Biblioteca di Cultura storica n.195, Torino, Einaudi, 1993, ISBN 978-88-06-13182-1. - Edizione aggiornata, Collana ET Saggi, Einaudi, 2005, ISBN 978-88-58-41812-3.
- G. M. Cantarella-Dorino Tuniz, Il Papa ed il sovrano. Gregorio VII ed Enrico IV nella lotta per le investiture, Milano, Jaca Book, 1995, ISBN 978-88-16-77007-2.
- Principi e corti nel XII secolo, Biblioteca di Cultura storica n.217, Torino, Einaudi, 1997, ISBN 978-88-06-14301-5.
- Pasquale II e il suo tempo, Collana Nuovo Medioevo, Napoli, Liguori, 1997, ISBN 978-88-20-72643-0.
- G. M. Cantarella-Dorino Tuniz, Ugo abate di Cluny. Splendore e crisi della cultura monastica, Collana Europía. Cronache, segreti sogni Medioevo, Milano, Jaca Book, 1998, ISBN 978-88-167-7103-1.
- G. M. Cantarella-Valeria Polonio-Roberto Rusconi, Chiesa, Chiese, movimenti religiosi, Roma-Bari, Laterza, 2001. - Nuova ed., Collana Biblioteca Universale. Medioevo italiano, Laterza, 2022, ISBN 978-88-581-4676-7.
- Medioevo. Un filo di parole, Collana Saggi, Milano, Garzanti, 2002, ISBN 978-88-11-68530-2.
- Una sera dell'anno Mille. Scene di Medioevo, Collana Gli elefanti.Storia, Milano, Garzanti, 2004, ISBN 978-88-11-67768-0.
- Il sole e la luna. La rivoluzione di Gregorio VII papa 1073-1085, Collana Storia e Società, Roma-Bari, Laterza, 2005, ISBN 978-88-42-07604-9.
- G. M. Cantarella-Alessandro Vanoli-Adele Cilento, Arabi e Normanni in Sicilia e nel Sud dell'Italia, Magnus, 2007, 2022 Nuova Edizione, ISBN 978-88-705-7216-2.
- Manuale della fine del mondo. Il travaglio dell'Europa medievale, Collana Storia, Torino, Einaudi, 2015, ISBN 978-88-06-21827-0.
- Imprevisti e altre catastrofi. Perché la storia è andata come è andata, Collana Storia, Torino, Einaudi, 2017, ISBN 978-88-06-23260-3.
- Gregorio VII. Il papa che in soli 12 anni rivoluzionò la Chiesa e il mondo occidentale, Collana Profili, Roma, Salerno, 2018, ISBN 978-88-697-3306-2.
- L'Europa e il suo fantasma, Introduzione di Franco Cardini, Collana Storia e libertà, Viareggio, La Vela, 2020, ISBN 978-88-996-6171-7.
- Ruggero II. Il conquistatore normanno che fondò il Regno della Sicilia, Collana Profili, Roma, Salerno, 2020, ISBN 978-88-697-3527-1.
- Inventario medievale. Percorsi, storie e protagonisti dell'età di mezzo, Collana Le sfere, Roma, Carocci, 2023, ISBN 978-88-290-1827-7.

### Curatele
- Dalla Res Publica al Comune. Uomini, istituzioni, pietre dal XII al XIII secolo, a cura di Arturo Calzona e G. M. Cantarella, Scripta, 2016, ISBN 978-88-988-7764-5.
- Autocoscienza del territorio. Storie e miti. Dal mondo antico all'età moderna, a cura di Arturo Calzona e G. M. Cantarella, Scripta, 2020, ISBN 978-88-319-3350-6.
- I castelli della preghiera. Il monachesimo nel pieno Medioevo (secoli X-XII), Collana Frecce, Roma, Carocci, 2020, ISBN 978-88-290-0294-8.